# Correndo o Risco
Correndo o Risco é o terceiro álbum de estúdio da banda brasileira Camisa de Vênus, gravado em agosto e setembro de 1986, no Estúdio RAC, em São Paulo, e lançado pela gravadora WEA, em 7 de novembro de 1986, com distribuição pela RCA Victor.

## Antecedentes
Eu gravei a primeira ruptura da música brasileira, que foi João Gilberto. Gravei a segunda, que foi Gil e Caetano, agora quero gravar a terceira, que é o Camisa de Vênus.

André Midani, ao explicar para o grupo por que queria contratá-los na WEA
O lançamento do primeiro álbum ao vivo da banda - Viva - havia sido resultado de um acordo entre a banda, a gravadora deles na época - a RGE, e a nova gravadora deles - a WEA. Como a banda devia mais um álbum à RGE por força de contrato, ficou acordado o lançamento de um álbum ao vivo, considerado o meio mais rápido de cumprir tal acordo. O álbum foi um sucesso, vendendo 180 mil cópias no ano do seu lançamento e ajudando a estabelecer a imagem da banda entre público e crítica.

## Gravação e produção
A produção transcorreu nos meses de agosto e outubro de 1986, sendo o álbum gravado e mixado no Estúdio RAC, em São Paulo, com o comando de Pena Schmidt: a banda inaugurou a nova aparelhagem de 24 canais do estúdio. As gravações contaram com diversas participações de músicos, como: Armando Ferrante Júnior, nos Teclados; Sérgio Kaffa e Constant Papineanu, no piano; Manito, no Saxofone e no órgão Hammond; Mica, na harmônica; Papete, na Tumbadora; Ricardo Henrique, na guitarra elétrica; e Álvaro Gonçalves, na guitarra e, também, no violão. Além desses músicos, a banda resolveu arranjar para orquestra uma de suas músicas: "A Ferro e Fogo" contou com arranjos e regência de Armando Ferrante Junior, e com uma pequena orquestra de mais de 30 músicos.

## Resenha musical
O álbum abre com "Simca Chambord", um dos grandes sucessos desse disco, que é um "rock autêntico", tendo como tema a deterioração da classe média durante os anos de ditadura militar no Brasil. Em seguida, "Mão Católica" fala sobre a culpa cristã, ecoando a experiência de Marcelo Nova em semi-internato, quando novo. Então, temos a bem-humorada "Deus me Dê Grana", que foi outra dos grandes sucessos do disco. O primeiro lado fecha com uma versão punk rock de "Ouro de Tolo", de Raul Seixas, que foi considerada absolutamente atual na época do seu lançamento, do que é demonstração a atualização mínima feita pela banda na letra: "Corcel 73", por "Monza 86"; "tobogã", por "videogame"; "cidade maravilhosa", por "cidade marabichosa"; etc.
O lado B inicia com "Só o Fim" - mais um dos sucessos do álbum - que tem a letra elogiada, falando do apocalipse, e cujo refrão faz menção à canção dos The Rolling Stones, "Gimme Shelter". Em seguida, temos a direta "O que É que Eu Tenho de Fazer?", na qual a banda brinca com Reagan, os punks e os críticos musicais. Por fim, o disco termina com o canto épico "A Ferro e Fogo", que conta com uma orquestra tocando o arranjo do maestro Armando Ferrante Júnior.

## Recepção

### Lançamento
O álbum foi lançado pela gravadora WEA em 07 de novembro de 1986, com distribuição pela RCA Victor. Antes do seu lançamento, o disco já tinha 200 mil cópias encomendadas e, com a forte divulgação da gravadora, o álbum acabaria vendendo mais de 300 mil cópias, rendendo um disco de platina para a banda. Para a promoção do disco, foi feita uma festa de lançamento em um prostíbulo, que continuou funcionando enquanto a festa ocorria, com a banda tocando entre as garotas de programa que subiam para fazer performances - como "pole dance", por exemplo - no palco. Além disso, foram lançados 3 singles do disco: Simca Chambord e Só o Fim, em novembro de 1986; e Deus me Dê Grana, em 1987. Essas 3 canções também geraram videoclipes para veiculação nas estações de TV. Apesar disso, o álbum sofreu com a proibição da execução radiofônica de "Mâo Católica", pelo Departamento de Censura.

### Fortuna crítica
| Críticas profissionais    | Críticas profissionais |
| Avaliações da crítica     | Avaliações da crítica  |
| Fonte                     | Avaliação              |
| ------------------------- | ---------------------- |
| Estado de S. Paulo (1986) | Favorável              |
| O Globo (1986)            | Favorável              |
| Veja (1986)               | Favorável              |

Alberto Villas, escrevendo para O Estado de S. Paulo, vaticina que este é o álbum mais bem produzido do Camisa até o momento do seu lançamento. Elogia muito o disco, escrevendo que a banda lança "um disco para balançar o coreto", indo contra "um mar de água com açúcar" e "contra a maré dos modismos". Assim, é um disco coerente, que mostra que a banda é capaz de tudo, mostrando um rock and roll nervoso e que incomoda muita gente. Mauro Dias, em texto assinado para o diário carioca O Globo, analisa disco e banda, elogiando as qualidades técnicas e as letras instigantes do primeiro, e a performance explosiva no palco da segunda. Em compensação, o jornalista chama a sonoridade de "morna": conclui que "o Camisa de Vênus está sempre no palco, nunca no vinil". Ainda assim, elogia o uso de metáforas para simbolizar o momento em que vivia-se, com a euforia da classe média com o Plano Cruzado. Okky de Souza, escrevendo para a Revista Veja, elogia o álbum dizendo tratar-se do "mais comercial e inteligente" trabalho do grupo até então, no qual tocam um rock básico, em que "a urgência e a espontaneidade compensam a ausência de técnica". Elogia, especialmente, as letras de Marcelo Nova, chamando-as de "mais elaboradas".

## Faixas
| Lado A |                      |                                                               |         |  |
| N.º    | Título               | Compositor(es)                                                | Duração |  |
| 1.     | "Simca Chambord"     | Karl Hummel / Gustavo Mullem / Marcelo Nova / Miguel Cordeiro | 4:05    |  |
| 2.     | "Mão Católica"       | Karl Hummel / Gustavo Mullem / Marcelo Nova                   | 3:27    |  |
| 3.     | "Morte Ao Anoitecer" | Karl Hummel / Gustavo Mullem / Marcelo Nova                   | 3:15    |  |
| 4.     | "Deus me Dê Grana"   | Karl Hummel / Gustavo Mullem / Marcelo Nova                   | 4:10    |  |
| 5.     | "Ouro de Tolo"       | Raul Seixas                                                   | 3:20    |  |

| Lado B         |                                  |                                             |         |  |
| N.º            | Título                           | Compositor(es)                              | Duração |  |
| 6.             | "Só o Fim"                       | Karl Hummel / Gustavo Mullem / Marcelo Nova | 4:27    |  |
| 7.             | "O que É que Eu Tenho de Fazer?" | Marcelo Nova / Robério Santana              | 4:00    |  |
| 8.             | "Tudo ou Nada"                   | Karl Hummel / Gustavo Mullem / Marcelo Nova | 2:36    |  |
| 9.             | "A Ferro e Fogo"                 | Karl Hummel / Gustavo Mullem / Marcelo Nova | 7:50    |  |
| Duração total: | Duração total:                   | Duração total:                              | 37:10   |  |

## Certificações
| País   | Provedor | Certificação | Vendas            |
| ------ | -------- | ------------ | ----------------- |
| Brasil | ABPD     | Platina      | : mais de 300 mil |

## Créditos
Créditos dados pelo Discogs e pelo IMMUB.

### Músicos

#### Camisa de Vênus
- Marcelo Nova: Vocal
- Karl Hummel: Guitarra base
- Gustavo Mullem: Guitarra solo
- Robério Santana: Baixo elétrico
- Aldo Machado: Bateria

#### Músicos adicionais
- Teclado: Armando Ferrante Júnior
- Piano: Sérgio Kaffa (faixa 1), Constant Papineanu (faixa 6)
- Saxofone: Manito (faixa 1)
- Órgão Hammond: Manito (faixa 4)
- Harmônica (faixa 2): Mica
- Tumbadora: Papete (faixa 6)
- Guitarra elétrica: Ricardo Henrique (faixa 3) e Álvaro Gonçalves (faixa 9)
- Violão:  Álvaro Gonçalves (faixa 9)

#### Orquestra
- Violino: Elias Slon (Spalla), Jorge Izquerda, Audina Nunez, Germano, John Spindler, Tânia Camargo, Caetano Domingos, Alberta Jaffé
- Viola: Newton Servulo, Michel Verebes, Alwin Delsner e Marcelo Jaffé
- Violoncelo: Robert Svetholz e Julio Ortiz
- Contrabaixo: Jorge Oscar
- Flauta: Toninho Carrasqueira e Rogério Zerlotti
- Clarinete: Nailor Azevedo (Proveta)
- Oboé: Kátia
- Trompete: Francês, Donizeti, Azevedo
- Coral masculino: Clóvis, Paulinho, Rubens, Caio Flávio
- Coral feminino: Cláudia, Tânia, Cidinha, Vera

### Ficha Técnica
- Direção artística: Liminha
- Produção: Pena Schmidt
- Arranjos e regência: Armando Ferrante Junior
- Cópias e arregimentação: Sérgio Porto
- Engenheiro de gravação e mixagem: Ricardo Carvalheira (Franjinha)
- Assistentes de gravação e mixagem: Mica, Cacá e Walter
- Direção de arte gráfica: CVS
- Concepção da capa: Marcelo Nova
- Fotos: Bob Wolfenson
- Produção de figurino: Teca Costa Neto
- Vestuário: Universo em Desfile
- Maquiagem: Affonsso de Gouveia
- Cabeleireiro: Murilo Souza (Della Lastra)